# Wunda (crater)
7°54′S 273°36′E / 7.9°S 273.6°E

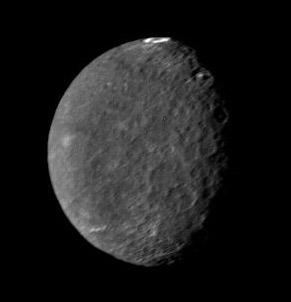
Wunda este o formă de relief strălucitoare în partea de sus a acestei imagini a lui Umbriel.

Wunda este un crater mare de pe suprafața satelitului lui Uranus, Umbriel. Are un diametru de 131 km și este situat în apropierea ecuatorului din Umbriel. Craterul poartă numele Wunda, un spirit întunecat al mitologiei aborigene australiene. 
Wunda are o caracteristică proeminentă albedo pe podea, care ia forma unui inel de material strălucitor de cel puțin 10 km în lățime radială.  Motivul luminozității sale, care iese în evidență din compoziția foarte întunecată a satelitului în ansamblu, este necunoscut.  Poate fi fie un depozit de impact proaspăt, fie un depozit de gheață cu dioxid de carbon, care s-a format atunci când dioxidul de carbon format radiolitic a migrat de pe toată suprafața lui Umbriel și a rămas prins în craterul Wunda relativ rece. 